# St. Stephanus (Leiwen)
St. Stephanus  ist eine römisch-katholische Pfarrkirche in Leiwen an der Mosel im Landkreis Trier-Saarburg, Rheinland-Pfalz. Die Pfarrei Leiwen ist mit acht umgebenden Pfarreien seit 2011 zur Pfarreiengemeinschaft Mehring zusammengeschlossen.

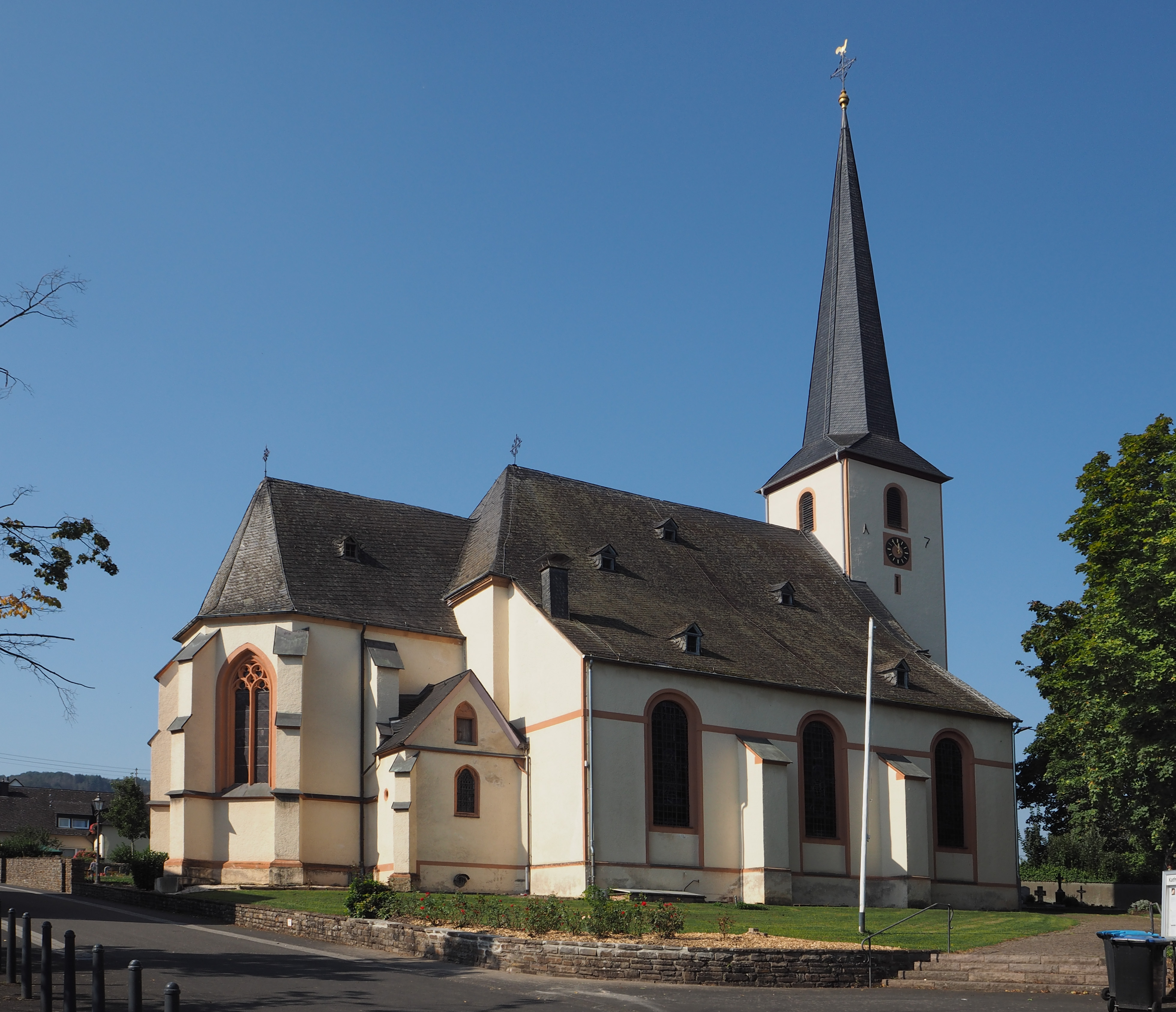
St. Stephanus von Süden

## Baugeschichte
1330 wurde in Leiwen eine Pfarrkirche erstmalig in einem Verzeichnis der Pfarreien der Diözese Trier erwähnt. Dort wird sie als Mutterkirche bezeichnet. Um das Jahr 1500 wurde eine neue Pfarrkirche errichtet, die dem Heiligen Stephanus geweiht war. Aus dieser Zeit erhalten sind der spätgotische Chor, die ehemalige Sakristei und die sogenannte Krypta. Von 1769 bis 1771 entstanden das Langhaus und der Turm, gestaltet im barocken Stil nach Plänen der Brüder Johannes und Andreas Seiz. 1923 erhielt die Kirche zusätzlich zwei Seitenschiffe (Architekt: Peter Marx aus Trier).

## Baugestaltung

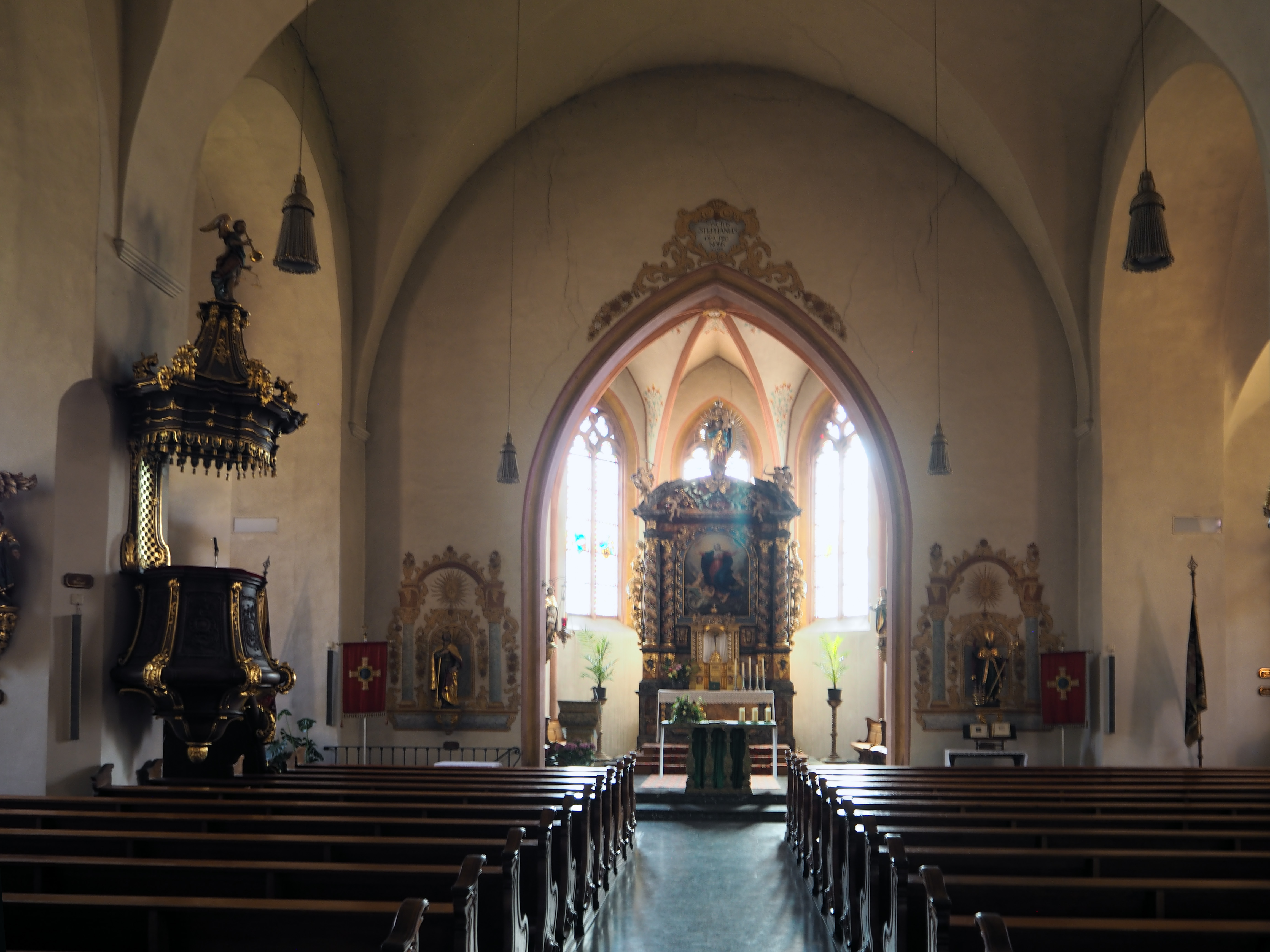
Innenraum zum Hochaltar hin,
links die barocke Kanzel von 1770

An der äußeren Gestalt der Kirche sind die unterschiedlichen Bauglieder deutlich zu unterscheiden: Im Südosten der gotische Chor mit der angebauten Sakristei. Daran schließt sich das breite Langhaus mit den Rundbogenfenstern an. Ein vergleichsweise kleiner Turm bildet den nordwestlichen Abschluss des Bauwerks. Der Turm besitzt rundbogige Schallarkaden und wird nach oben hin von einer spitzen, achteckigen Schieferpyramide gekrönt.
Der Innenraum wird durch Pfeiler strukturiert, welche das Kreuzgewölbe tragen. Die Wände der Seitenschiffe sind jeweils von drei Rundbogenfenstern durchbrochen. Zwei Maßwerkfenster schmücken die Stirnseite des Chores. An dessen Südwand liegt der Eingang zur Taufkapelle (ehemals Sakristei) und das Reliquiar der Seligen Schwester Blandine.

Eine Besonderheit ist die Krypta, die zu den ältesten Bereichen der Kirche gehört. Sie wurde erst in den 1980er Jahren freigelegt. Sie weist ein Kreuzrippengewölbe auf und zeigt gotische Malereien aus dem 14. Jahrhundert.

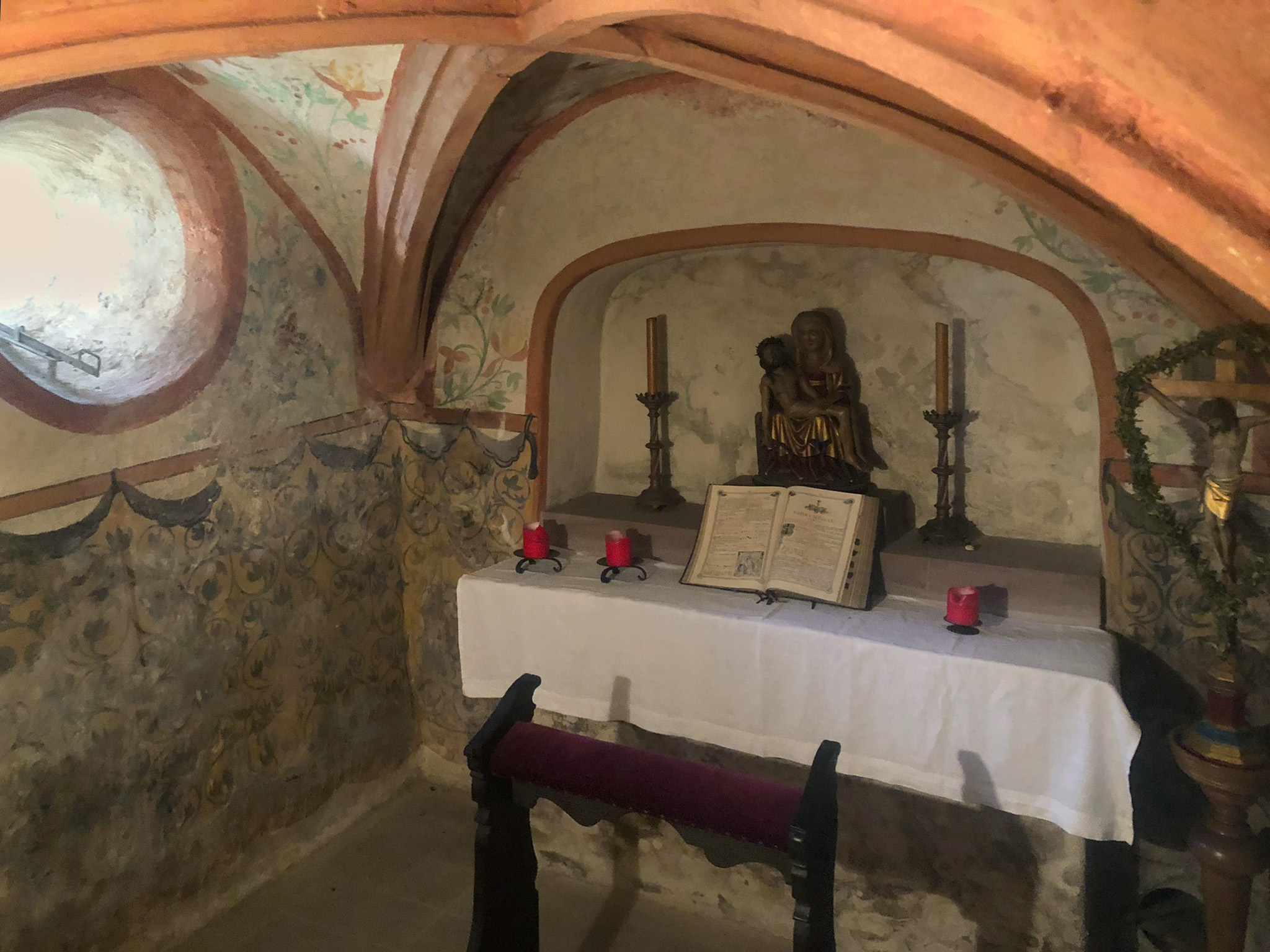
Krypta mit Kreuzrippengewölbe
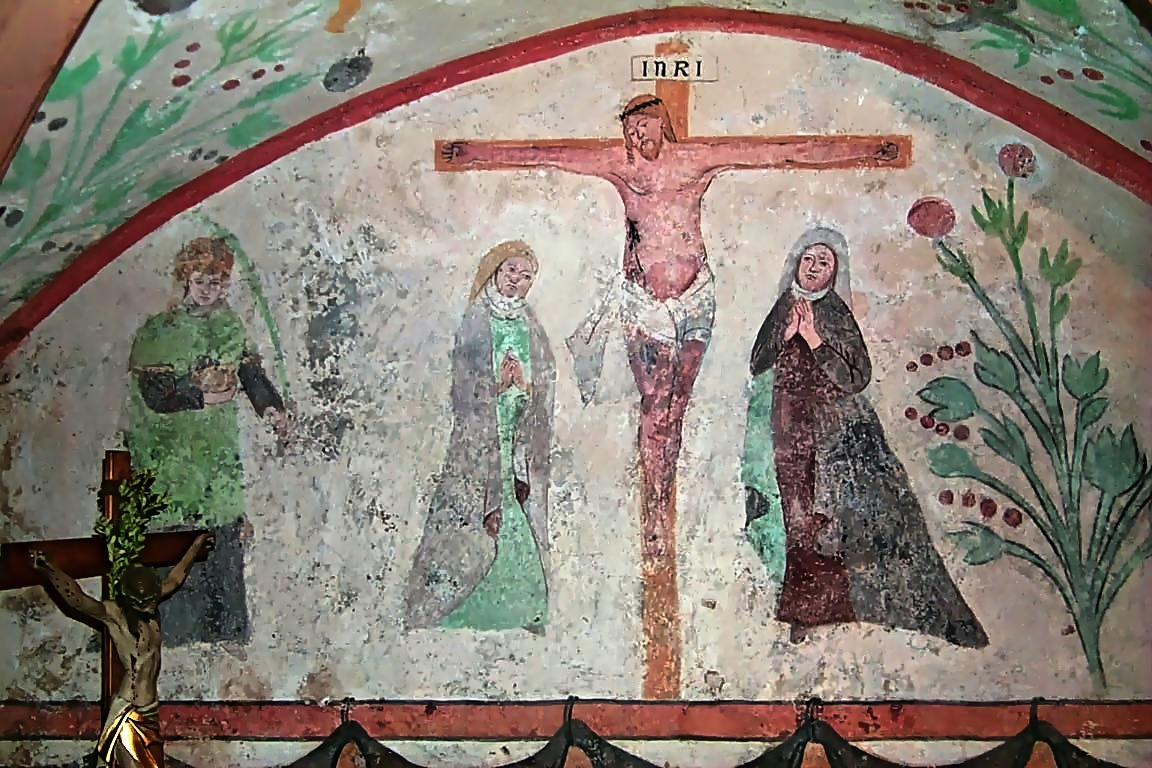
Gotische Wandmalereien in der Krypta
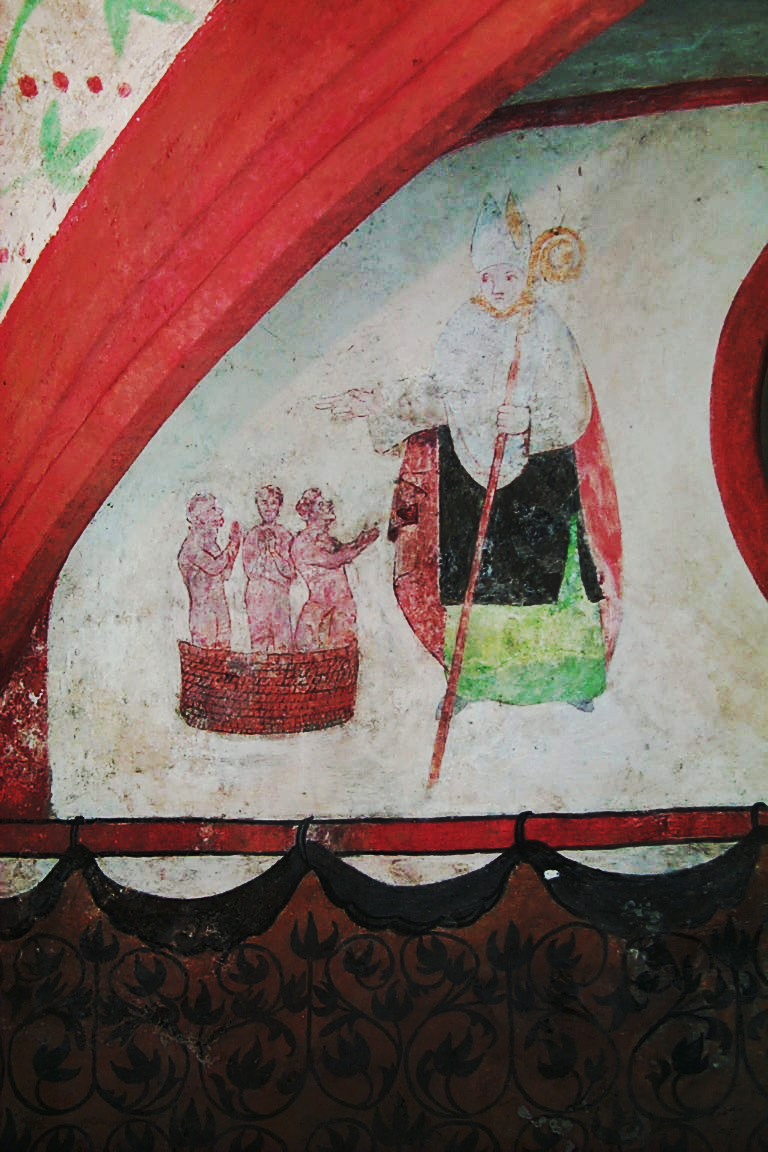
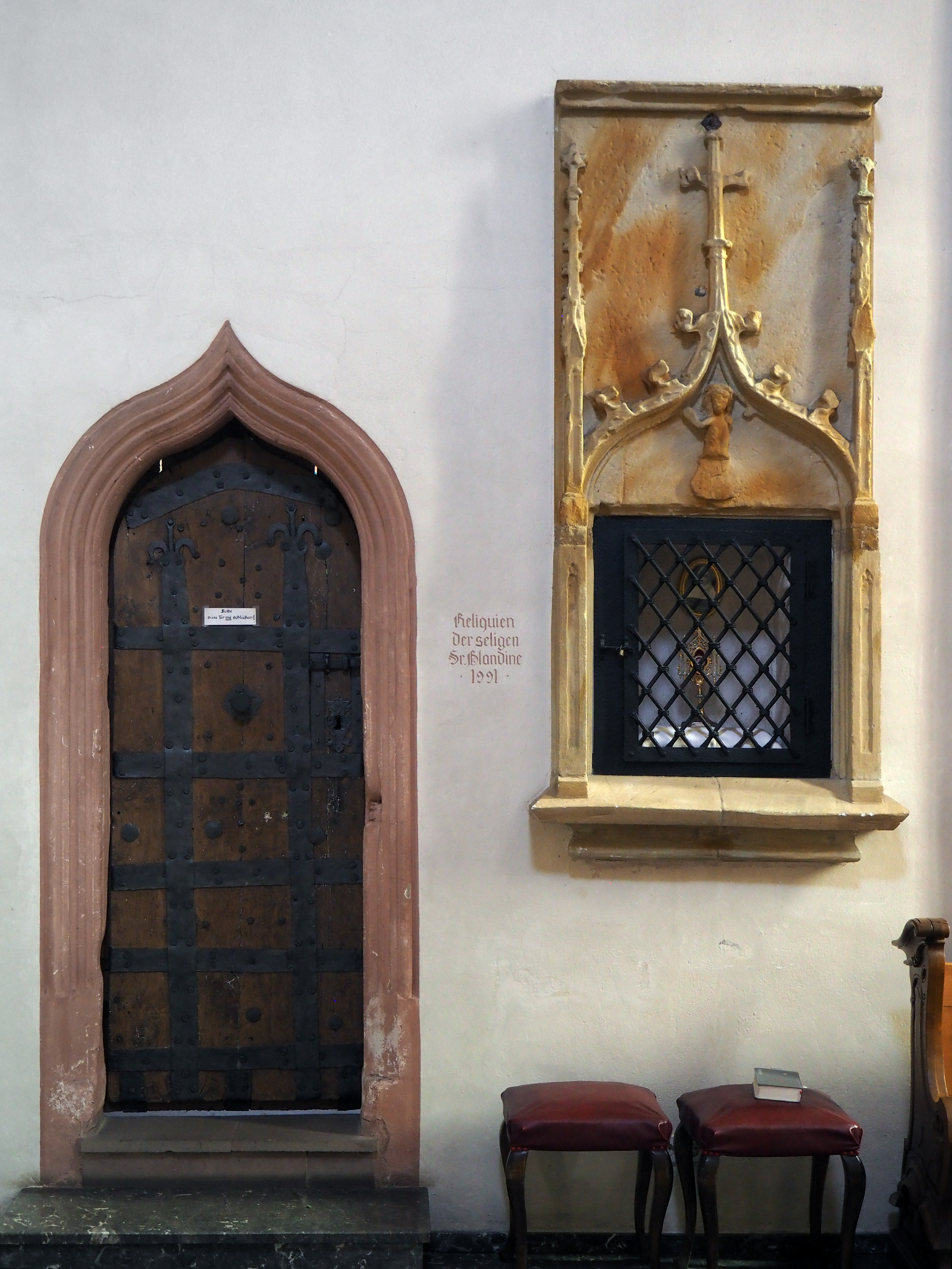
Eingang zur Taufkapelle und Reliquiar

## Ausstattung

### Altäre
Der Hochaltar ist um 1700 entstanden. Es gab schon einen Vorläufer, der 1851 Opfer eines Brandes wurde. 1938 erwarb der damalige Pastor Kurtenbach den jetzigen Barockaltar. Er zeigt im Aufsatz ein Gemälde von Mariä Himmelfahrt. Oben thront eine Marienfigur mit Kind.
Die beiden Altäre der Seitenschiffe stammen von 1770. Sie zeigen auf der linken Seite Maria mit dem Jesuskind und rechts den Heiligen Sebastian.

### Sonstige Kunstwerke im Innern
- die barocke Kanzel von 1770
- Zwei Beichtstühle mit reichen Verzierungen
- 25 Kirchenbänke mit Rokoko-Ornamenten an den Wangen
- der mit Figurenschmuck versehene Taufstein

Informationen zur Orgel und zu den Glasmalereien siehe Weblinks